# Medvode
Medvode () so mesto z okoli 5.500 prebivalci in središče občine Medvode. Kraj je nastal na sotočju Sore in Save, danes pa naselje zaobsega tudi bližnjo Presko na jugu in Svetje na severu. Po tem, da je »med vodama«, je tudi dobil svoje ime. Skoznje poteka tudi pomembna prometna cesta, ki povezuje Gorenjsko in Ljubljano. Po njej so Medvode vsakodnevno povezane z rednimi avtobusnimi linijami s Kranjem, Vodicami z integrirano linijo št. 30 in Ljubljano z mestnima avtobusnima linijama št. 15 in 25.Leži na nadmorski višini 314 m.
Na južnem robu Medvod se odcepi lokalna cesta mimo dvorca Goričane in znane cerkve Sv. Andreja v Gostečah do Škofje Loke.
Območje sedanjega naselja je bilo poseljeno že v prazgodovini, kar dokazuje najdba bronaste sekire pri gradnji hidroelektrarne. O obstoju kasnejše rimske naselbine pričajo grobovi ob železniški progi pod Svetjem.
Današnje Medvode so se pričele razvijati, ko je cesar Friderik III. dovolil leta 1491 zgraditi most ob sotočju Save in Sore. Leta 1750 je imel kraj 14 hiš in 82 prebivalcev. Po letu 1850 je število prebivalcev počasi raslo. Zaradi pomembnega cestnega križišča je bila v prvi polovici 19. stoletja tu mitnica. Mitnica je bila v Medvodah od izgradnje mostu, ki so ga zgradili meščani Kranja in tudi pobirali mostnino. Sredi 19. stoletja so mitnico ukinili.
Merija (občina) Medvode je začela voditi civilne matične knjige Arhivirano 2017-11-14 na Wayback Machine. med prvimi, saj se tekoči vpisi pojavijo že septembra 1812. Rojstva od januarja do avgusta so bila prepisana iz cerkvenih matic župnij Sora, Preska in Sv. Katarina. Matično knjigo sestavlja 12 listov, od katerih je prvih šest (prepisi do konca avgusta) kolkovanih s 75 centimi.
Leta 1862 so dobile Medvode pošto, železniško postajo pa leta 1870, ko je Rudolfova železnica 14. decembra 1870 odprla progo Ljubljana-Trbiž. Na napredek kraja je vplival razvoj industrije po prvi svetovni vojni.

## Galerija
- Reka Sava (levo) in reka Sora (desno) na sotočju v Medvodah v smeri proti Ljubljani
- Medvode, železniška postaja (panoramski posnetek).
- Prva bencinska postaja v Medvodah, pred drugo vojno, last Mehanične delavnice Batjel, vidi se hiša legendarne Pri Reginci, kjer naj bi nekoč spal tudi Napoleon. Danes je to lokacija nasproti spodnje avtobusne postaje.